# Vallée du Paraíba Paulista
 (février 2025).
Si vous disposez d'ouvrages ou d'articles de référence ou si vous connaissez des sites web de qualité traitant du thème abordé ici, merci de compléter l'article en donnant les références utiles à sa vérifiabilité et en les liant à la section « Notes et références ».
La mésorégion de la Vallée du Paraíba Paulista est une des quinze mésorégions de l'État de São Paulo. Elle est formée par la réunion de 39 municipalités regroupées en six microrégions. Elle recouvre une aire de 16 179,947 km2 pour une population de 2 205 448 habitants (IBGE - 2005). Son IDH est de 0,820 (PNUD/2000).
Elle est traversée par le rio Paraíba do Sul.

## Microrégions[1]
- Bananal
- Campos do Jordão
- Caraguatatuba
- Guaratinguetá
- Paraibuna/Paraitinga
- São José dos Campos

## Mésorégions limitrophes
- Métropolitaine de São Paulo
- Macro Métropolitaine Paulista
- Sud/Sud-Ouest du Minas (Minas Gerais)
- Sud Fluminense (État de Rio de Janeiro)